# Pia, Pyrénées-Orientales
Pia är en kommun i departementet Pyrénées-Orientales i regionen Occitanien i södra Frankrike. Kommunen ligger i kantonen Rivesaltes som tillhör arrondissementet Perpignan. År 2022 hade Pia 11 174 invånare.

## Befolkningsutveckling
Antalet invånare i kommunen Pia
| Referens: INSEE |